# سورة التكاثر
سورة التكاثر هي سورة مكية، من المفصل، آياتها 8، وترتيبها في المصحف 102، في الجزء الثلاثين، بدأت بفعل ماض  أَلْهَاكُمُ التَّكَاثُرُ  ، ولم يُذكر فيها لفظ الجلالة، نزلت بعد سورة الكوثر.

## سبب النزول
قوله تعالى  أَلْهَاكُمُ التَّكَاثُرُ  حَتَّى زُرْتُمُ الْمَقَابِرَ   قال مقاتل بن سليمان والكلبي: نزلت في حيين من قريش بنو عبد مناف وبنو سهم كان بينهما لحا، فتعاند السادة والأشراف أيهم أكثر، فقال بنو عبد مناف: نحن أكثر سيدا وعزا عزيزا وأعظم نفرا. وقال بنو سهم مثل ذلك، فكثرهم بنو عبد مناف ثم قالوا: نعد موتانا، حتى زاروا القبور فعدوا موتاهم، فكثرهم بنو سهم لأنهم كانوا أكثر عددا في الجاهلية، وقال قتادة: نزلت في اليهود قالو: نحن أكثر من بني فلان وبنو فلان أكثر من بني فلان، ألهاهم ذلك حتى ماتوا ضلالا. أخرج ابن أبي حاتم عن عبد الله بن بريدة قال: نزلت في قبيلتين من الأنصار في بني حارثة وبني الحارث تفاخروا وتكاثروا فقالت إحداهما: فيكم مثل فلان وفلان، فقال الآخرون مثل ذلك، تفاخروا بالأحياء ثم قالوا: انطلقوا بنا إلى القبور، فجعلت أحد الطائفتين تقول: فيكم مثل فلان وفلان يشيرون إلى القبر، وتقول الأخرى مثل ذلك، فأنزل الله ألهاكم التكاثر حتى زرتم المقابر.

## معاني كلمات السورة
- ألهاكم : شغلكم عن طاعة ربكم .
- التَّكاثر : التباهي بكثرة متاع الدنيا .
- زرتم المقابر : متم ودفننتم في القبور .
- لو تعلمون عِلم اليقين : لو تعلمون مآلكم علما يقـينا لما ألهاكم التكاثر .
- لترون الجحيم : والله لتروُن الجَحيم .
- عيْن اليقين : نفس اليقين وهو المشاهدة .
- النّعيم : الذي ألهاكم عن طاعة ربكم.[5]

## تفسيرها
إنها سورة تعبر بذاتها، وتلق في الحس ماتلقي بمعناها وإيقاعها، وتدع القلب مثقلاً مشغولا بهم الآخرة عن سفساف الحياة الدنيا وصغائر اهتمامتها التي يهش لها الفارغون، أنها تصور الحياة الدنيا كالومضة الخاطفة في الشريط الطويل ... ﴿أَلْهَاكُمُ التَّكَاثُرُ ۝١ حَتَّى زُرْتُمُ الْمَقَابِرَ ۝٢﴾ [التكاثر:1–2] وتنتهي ومضة الحياة الدنيا وتنطوي صفحتها الصغيرة ... ثم يمتد الزمن بعد ذلك وتمتد الأثقال، ويقوم الأداء التعبيري ذاته بهذا الإيحاء. فتنسق الحقيقة مع النسق التعبيري الفريد، وما يقرأ الإنسان هذه السورة الجليلة الرهيبة العميقة، وإيقاعاتها الصاعدة الذاهبة في الفضاء إلى بعيد في مطلعها، الرصينة الذاهبة إلى القرار العميق في نهايتها ... حتي يشعر بثقل ما على عاتقة من أعقاب هذة الحياة الوامضة التي يحياها على الأرض، ثم يحمل ما يحمل منها ويمضي به مثقلا في الطريق. ثم ينشئ يحاسب نفسه على الصغير والزهيد !!!، ﴿أَلْهَاكُمُ التَّكَاثُرُ ۝١﴾ [التكاثر:1] يقول الله عز وجل أشغلكم حب الدنيا ونعيمها عن طلب الآخرة وابتغائها حتى جاءكم الموت وصرتم من أهلها.

## وصلات خارجية
- سورة التكاثر بقراءة مشاري بن راشد العفاسي
- سورة التكاثر: تجويدا وتفسيرا - ( موقع Altafsir.com ).